# Nordex
La Nordex SE è una società europea che progetta, fabbrica, vende aerogeneratori e si occupa anche della loro manutenzione e riparazione. La compagnia, che ha sede a Rostock, in Germania, venne fondata nel 1985 a Give, in Danimarca.

## Turbine eoliche
- Aerogeneratore Nordex N90/2500
- Aerogeneratore Nordex N100/2500
- Aerogeneratore Nordex N117/2400
- Aerogeneratore Nordex N100/3300
- Aerogeneratore Nordex N117/3000
- Aerogeneratore Nordex N131/3000

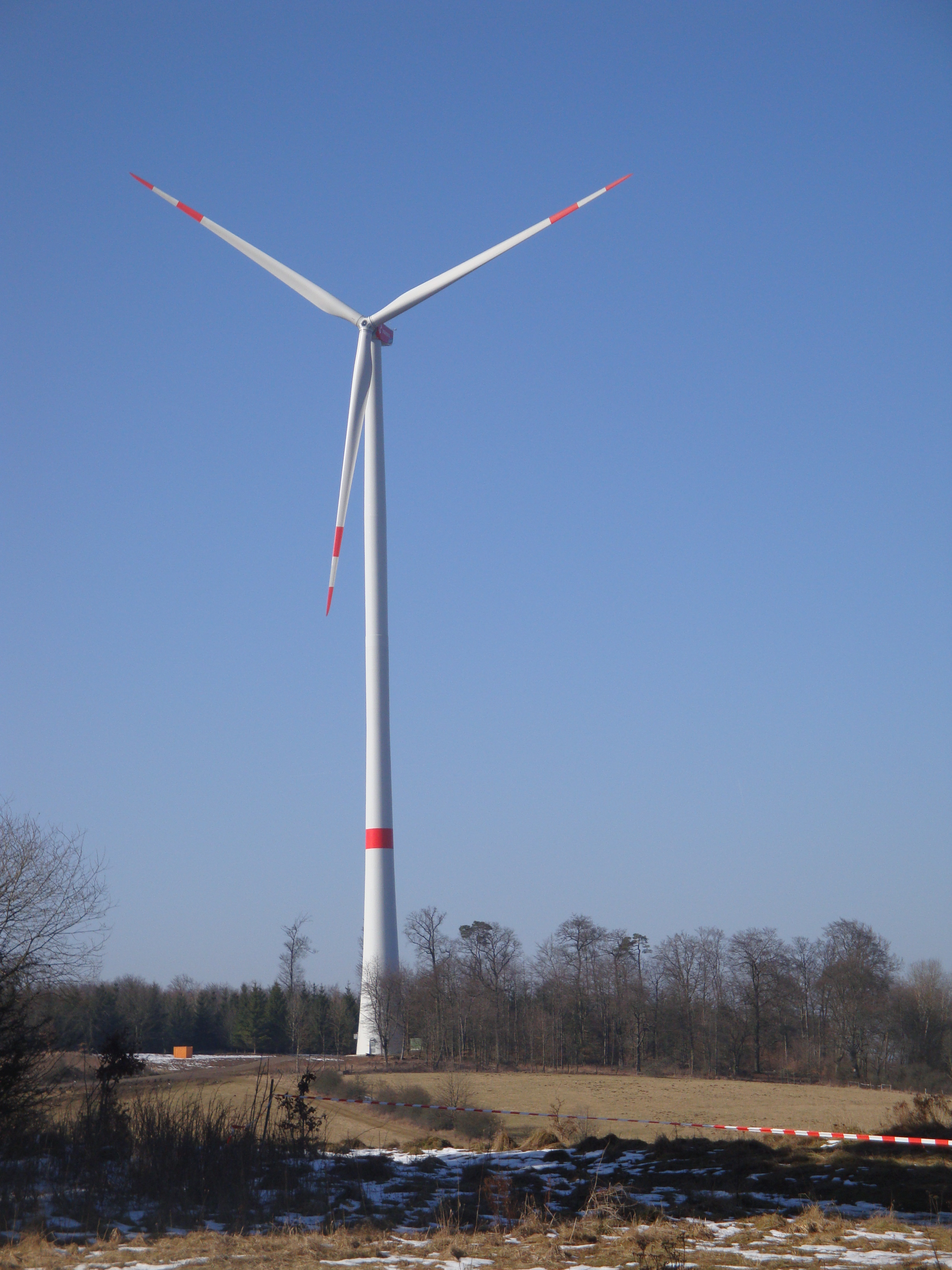
La turbina eolica Nordex N117/2400 nel parco Hohenahr in Germania.

- Aerogeneratore Nordex N175/6.X Delta4000: rotore da 175 metri per 6 Megawatt di potenza, ottimizzato per le velocità del vento medio-basse.[1]